# Lethrus korzhinskii
Lethrus korzhinskii är en skalbaggsart som beskrevs av Semenov 1899. Lethrus korzhinskii ingår i släktet Lethrus och familjen tordyvlar. Inga underarter finns listade i Catalogue of Life.